# Godzianów (gmina)
Godzianów – gmina wiejska w województwie łódzkim, w powiecie skierniewickim. W latach 1975–1998 gmina położona była w województwie skierniewickim.
Siedziba gminy to Godzianów.
Według danych z 30 czerwca 2013 gminę zamieszkiwało 2615 osób.

## Historia
Gminę Godzianów utworzono 1 stycznia 1973 roku w powiecie skierniewickim w województwie łódzkim w związku z reaktywowaniem gmin w miejsce gromad. Była to początkowo duża gmina; w jej skład weszło 27 sołectw: Bonarów, Byczki, Chlebów, Drzewce, Godzianów, Gzów, Kawęczyn, Krosnowa, Lipce, Lnisno, Marianów, Modła, Mszadla, Nowa Krosnowa, Płyćwia, Podłęcze, Pokoria, Siciska, Słupia, Słupia-Folwark, Winna Góra, Wola Drzewiecka, Wólka Krosnowska, Wólka-Nazdroje, Wólka-Podlesie, Zagórze i Zapady.
1 kwietnia 1973, a więc po 3 miesiącach, gmina Godzianów uległa znacznej redukcji, ponieważ wykrojono z jej obszaru dwie nowe gminy:
- gminę Lipce – z obszaru sołectw: Chlebów, Drzewce, Lipce, Mszadla, Siciska, Wola Drzewiecka, Wólka Krosnowska i Wólka-Podlesie;
- gminę Słupia – z obszaru sołectw: Bonarów, Gzów, Krosnowa, Marianów, Modła, Podłęcze, Pokoria, Słupia, Słupia-Folwark, Winna Góra, Wólka-Nazdroje i Zagórze.

Tak więc przy gminie Godzianów pozostało jedynie 7 sołectw (odpadło 20): Byczki, Godzianów, Kawęczyn, Lnisno, Nowa Krosnowa, Płyćwia i Zapady.

## Herb gminy
Herb gminy przedstawia na tarczy typu hiszpańskiego w polu zielonym, dwa słupy zwężone złote, flankowane dwiema liliami srebrnymi w głowicy, na słupach w pępku tarczy
księga otwarta srebrna, z kapitałką i brzegami bloku księgi czerwonymi.

## Struktura powierzchni
Według danych z roku 2002 gmina Godzianów ma obszar 44,06 km², w tym:
- użytki rolne: 86%
- użytki leśne: 7%

Gmina stanowi 5,83% powierzchni powiatu.

## Demografia

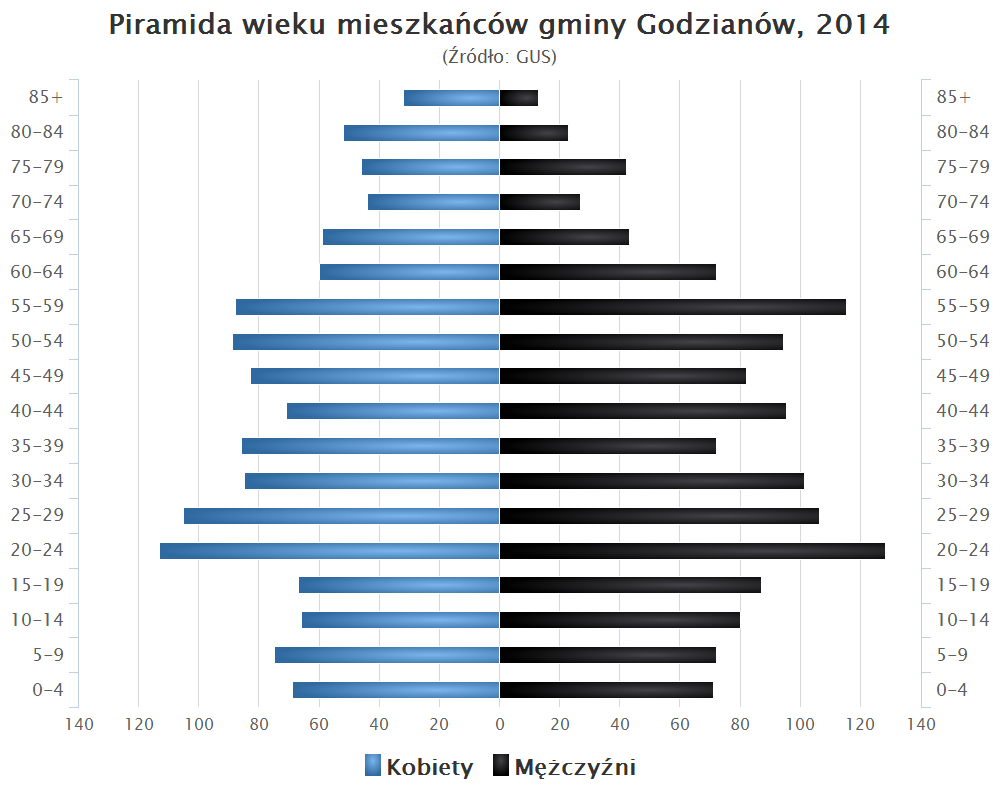
Piramida wieku mieszkańców gminy Godzianów w 2014 roku

Dane z 30 czerwca 2013:
| Opis                              | Ogółem | Ogółem | Kobiety | Kobiety | Mężczyźni | Mężczyźni |
| --------------------------------- | ------ | ------ | ------- | ------- | --------- | --------- |
| jednostka                         | osób   | %      | osób    | %       | osób      | %         |
| populacja                         | 2615   | 100    | 1297    | 49,6    | 1318      | 50,4      |
| gęstość zaludnienia (mieszk./km²) | 59,4   | 59,4   | 29,4    | 29,4    | 29,9      | 29,9      |

## Sołectwa
Byczki, Godzianów, Kawęczyn, Lnisno, Płyćwia, Zapady.

## Sąsiednie gminy
Głuchów, Lipce Reymontowskie, Maków, Skierniewice, Słupia